# P-5 퍄툐르카

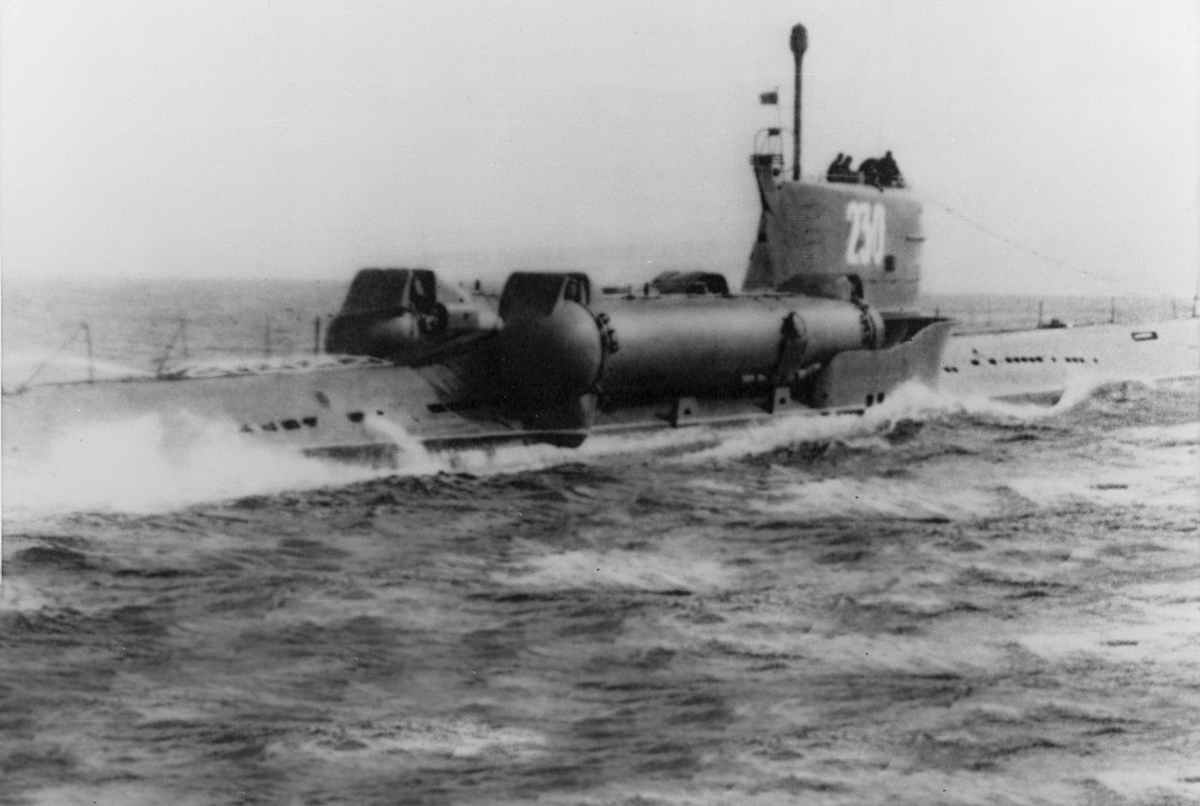
P-5 미사일로 무장한 프로젝트 644급 잠수함.

P-5 퍄툐르카(러시아어: П-5 Пятёрка)는 냉전기 소비에트 연방의 첼로메이 설계국에서 개발한 터보제트 순항 미사일이다. 이 미사일은 1959년에 배치되었다.
미사일의 기본형은 미국의 해안을 위협할 목적의 핵탄두 장착 잠수함 발사 관성유도 순항미사일이다. 미사일은 200이나 350KT의 핵탄두뿐 아니라 1000Kg의 고폭탄두를 장착할 수 있다.
마하 0.9 정도의 속도와 500 Km의 사정거리를 가지고 있고 원형공산오차는 3000m 정도이다. 후기형은 1000m의 원형공산오차를 갖는다.
첫 미사일은 프로젝트 644(위스키 트윈 실린더)와 프로젝트 665(위스키 롱빈) 잠수함에 장착되었다.
P-5의 후기형식은 레이다 호밍 유도를 사용해 대함 미사일로 사용할 목적으로 개발되었다. 초기형은 1990년대 퇴역하였고, P-500 바잘트와 P-700 그라닛으로 대체되었다.
서방 정보기관에서 "SS-N-3"라고 부르는 다양한 변종의 터보젯 순항 미사일은 3가지 종류가 있었다. 극초기형, P-5는 SS-N-3c라 불렸고, 후기형은 SS-N-3a 와 SS-N-3b로 불렸다.
러시아는 이 미사일을 P-5 퍄툐르카, P-6, P-7, P-35 프로그레스로 부른 것으로 보인다. 몇몇 자료에 따르면 'P-10'과 'P-25' 역시 존재하는 것 같다.
나토는 잠수함 발사 레이다 호밍형의 P-6을 SS-N-3A '샤독'으로 불렀다. 이들은 프로젝트 675급과 프로젝트 651급 잠수함에 실려 미국의 항공모함을 노렸다.
러시아측 자료에 따르면 P-5는 잠수함 발사형식만이 있었던 것으로 보인다.
킨다급과 크레스타 I급 순양함에서 발사하는 레이다 호밍형은 P-35로 불렸다.
P-7은 P-5의 장거리 형식이거나 P-6의 발전형으로 보인다.
마지막으로, 8륜 트럭에 실려서 이동하고 발사하는 지상 발사형식이 있었다.
유고슬라비아는 지대함 형식의 P-5시스템을 가지고 있었다.

## 형식
- P-5 퍄툐르카: (4K34) 잠대지 미사일. 사정거리 300 km.
- P-5D 퍄툐르카: (4K95) P-5 전파 고도계와 도플러 레이다를 장착한 대함 미사일. 사정거리 380 km.
- P-5K 퍄툐르카: (4K95D) 신형 관성항법장치 장착형. 사정거리 500 km.
- P-5S 퍄툐르카: (S-35) 해안방어를 위한 지대함 형식. 사정거리 350 km.

## 운용국
소련
 유고슬라비아

## 기본제원
- 길이: 10.20 m (a/b) 혹은 11.75 m (C)
- 직경: 0.98m
- 익폭: 5 m
- 무게: 5000 kg
- 추진: 로켓부스터와 터보젯 엔진
- 속도: 마하 0.9
- 사정거리: 300km (초기형), 500km (후기형)
- 관성유도 + 데이터 링크 중간유도. 통상탄두는 능동레이다 종말유도.

## 배치
미사일은 이들 함선에 배치되었다;
- 프로젝트 644급 잠수함
- 프로젝트 665급 잠수함
- 프로젝트 651급 잠수함
- 프로젝트 675급 잠수함
- 킨다급 순양함
- 크레스타 I급 순양함

## 참조
- MARITIME STRIKE The Soviet Perspective